# Disclosure (Band)

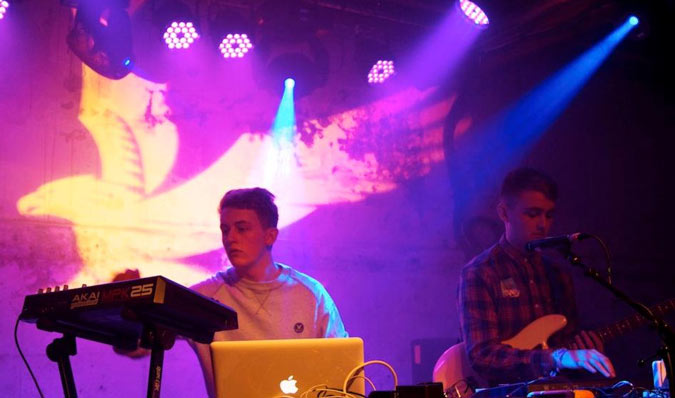
Disclosure (2011)

Disclosure ist ein britisches UK-Garage-Duo aus Surrey bestehend aus den Brüdern Guy (* 25. Mai 1991 in Reigate, Vereinigtes Königreich) und Howard Lawrence (* 11. Mai 1994 in Reigate, Vereinigtes Königreich).

## Biografie

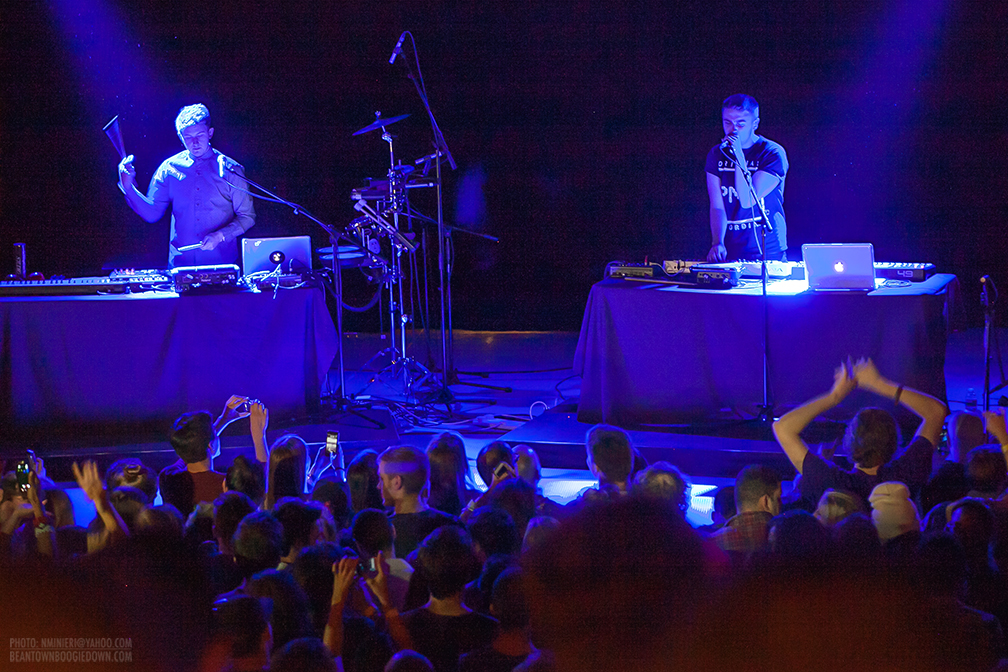
Disclosure bei einem Auftritt 2013

Die Eltern der beiden Brüder spielten selbst in Bands, und so hörten und spielten sie schon in früher Jugend Musik. Später begannen sie sich für die Dubstep-Musik zu interessieren. Guy und sein drei Jahre jüngerer Bruder Howard begannen ab 2009, ihre eigene Musik am Homecomputer zu produzieren. Offline Dexterity hieß 2010 ihre erste Single. Sie hatten schnell Erfolg in Londoner Clubs und wurden für SBTRKT als Vorgruppe engagiert. Ihr erster großer Erfolg war 2012 der Song Latch mit Sam Smith, gemeinsam schafften sie es in England bis in die Top 40. Ihr erstes Studioalbum Settle erschien im Juni 2013 und erreichte Platz 1 der britischen Albumcharts. Ihr Musikstil weist viele Elemente aus den verschiedenen UK-Garage-Subkulturen auf. Außerdem finden sich viele Elemente aus Drum and Bass, Jungle und Dancehall-Musik ähnelnde Basslines, Kooperationen mit 2-Step- und Speedgarage-Sängerinnen sowie synkopierende Beatstrukturen verbunden mit der Leichtigkeit von House-Musik. Ihr Stil zeichnet sich durch differenzierte Stimmführung sowie z. T. komplexe, dem Jazz entlehnte wiederkehrende Harmoniestrukturen aus.

## Diskografie

### Studioalben
| Jahr | Titel   | Höchstplatzierung, Gesamtwochen, AuszeichnungChartplatzierungen (Jahr, Titel, Platzierungen, Wochen, Auszeichnungen, Anmerkungen) | Höchstplatzierung, Gesamtwochen, AuszeichnungChartplatzierungen (Jahr, Titel, Platzierungen, Wochen, Auszeichnungen, Anmerkungen) | Höchstplatzierung, Gesamtwochen, AuszeichnungChartplatzierungen (Jahr, Titel, Platzierungen, Wochen, Auszeichnungen, Anmerkungen) | Höchstplatzierung, Gesamtwochen, AuszeichnungChartplatzierungen (Jahr, Titel, Platzierungen, Wochen, Auszeichnungen, Anmerkungen) | Höchstplatzierung, Gesamtwochen, AuszeichnungChartplatzierungen (Jahr, Titel, Platzierungen, Wochen, Auszeichnungen, Anmerkungen) | Anmerkungen                                                  |
| Jahr | Titel   | DE | AT | CH | UK | US | Anmerkungen                                                  |
| ---- | ------- | --- | --- | --- | --- | --- | ------------------------------------------------------------ |
| 2013 | Settle  | — | — | CH76 (1 Wo.)CH | UK1 ×2Doppelplatin · (66 Wo.)UK                                                                                                   | US36 (20 Wo.)US | Erstveröffentlichung: 30. Mai 2013 Verkäufe: + 715.000       |
| 2015 | Caracal | DE31 (1 Wo.)DE | AT31 (1 Wo.)AT | CH14 (3 Wo.)CH | UK1 Gold · (12 Wo.)UK | US9 (11 Wo.)US | Erstveröffentlichung: 25. September 2015 Verkäufe: + 158.000 |
| 2020 | Energy  | DE71 (1 Wo.)DE | — | CH38 (1 Wo.)CH | UK4 Silber · (5 Wo.)UK | US48 (1 Wo.)US | Erstveröffentlichung: 28. August 2020 Verkäufe: + 60.000     |

### EPs
- 2011: Carnival
- 2012: The Face
- 2012: The Face (Remixes)
- 2013: Control
- 2013: The Singles
- 2015: Apple Music Festival: London 2015
- 2015: Caracal: Live BBC Session
- 2016: Moog for Love
- 2018: Moonlight
- 2020: Ecstasy
- 2021: Never Enough

### Singles
| Jahr | Titel Album                 | Höchstplatzierung, Gesamtwochen, AuszeichnungChartplatzierungen (Jahr, Titel, Album, Platzierungen, Wochen, Auszeichnungen, Anmerkungen) | Höchstplatzierung, Gesamtwochen, AuszeichnungChartplatzierungen (Jahr, Titel, Album, Platzierungen, Wochen, Auszeichnungen, Anmerkungen) | Höchstplatzierung, Gesamtwochen, AuszeichnungChartplatzierungen (Jahr, Titel, Album, Platzierungen, Wochen, Auszeichnungen, Anmerkungen) | Höchstplatzierung, Gesamtwochen, AuszeichnungChartplatzierungen (Jahr, Titel, Album, Platzierungen, Wochen, Auszeichnungen, Anmerkungen) | Höchstplatzierung, Gesamtwochen, AuszeichnungChartplatzierungen (Jahr, Titel, Album, Platzierungen, Wochen, Auszeichnungen, Anmerkungen) | Anmerkungen                                                                                          |
| Jahr | Titel Album                 | DE | AT | CH | UK | US | Anmerkungen                                                                                          |
| --- | --------------------------- | --- | --- | --- | --- | --- | --- |
| 2012 | Latch Settle                | DE— PlatinDE | — | — | UK11 ×3Dreifachplatin · (55 Wo.)UK | US7 ×3Dreifachplatin · (33 Wo.)US | Erstveröffentlichung: 8. Oktober 2012 Verkäufe: + 6.786.000; feat. Sam Smith                         |
| 2013 | White Noise Settle          | — | — | — | UK2 ×2Doppelplatin · (26 Wo.)UK | — | Erstveröffentlichung: 1. Februar 2013 Verkäufe: + 1.200.000; feat. AlunaGeorge                       |
| 2013 | You & Me Settle             | DE88 ×3Dreifachgold · (3 Wo.)DE | AT62 (1 Wo.)AT | CH27 ×2Doppelplatin · (61 Wo.)CH | UK10 ×2Doppelplatin · (41 Wo.)UK | — | Erstveröffentlichung: 28. April 2013 Verkäufe: + 2.460.000; feat. Eliza Doolittle                    |
| 2013 | F for You Settle            | — | — | — | UK20 Gold · (17 Wo.)UK | — | Erstveröffentlichung: 2. August 2013 Verkäufe: + 400.000                                             |
| 2013 | Help Me Lose My Mind Settle | — | — | — | UK56 Gold · (4 Wo.)UK | — | Erstveröffentlichung: 25. Oktober 2013 Verkäufe: + 400.000; feat. London Grammar                     |
| 2014 | F for You (Remix) Settle    | — | — | — | UK22 (8 Wo.)UK | — | Erstveröffentlichung: 5. Februar 2014 feat. Mary J. Blige                                            |
| 2014 | White Noise / Royals –      | — | — | — | UK72 (2 Wo.)UK | — | Erstveröffentlichung: 19. Februar 2014 Live-Aufführung bei den BRIT Awards feat. AlunaGeorge & Lorde |
| 2015 | Holding On Caracal          | — | — | — | UK46 Silber · (11 Wo.)UK | — | Erstveröffentlichung: 26. Mai 2015 Verkäufe: + 200.000; feat. Gregory Porter                         |
| 2015 | Omen Caracal                | DE74 (5 Wo.)DE | AT74 (2 Wo.)AT | CH50 (11 Wo.)CH | UK13 Platin · (16 Wo.)UK | US64 Gold · (6 Wo.)US | Erstveröffentlichung: 27. Juli 2015 Verkäufe: + 1.285.000; feat. Sam Smith                           |
| 2015 | Jaded Caracal               | — | — | — | UK87 (1 Wo.)UK | — | Erstveröffentlichung: 18. September 2015                                                             |
| 2015 | Magnets Caracal             | — | — | — | UK71 Silber · (2 Wo.)UK | — | Erstveröffentlichung: 23. September 2015 Verkäufe: + 500.000; feat. Lorde                            |
| 2019 | Talk Free Spirit            | DE88 (5 Wo.)DE | AT63 Gold · (5 Wo.)AT | CH50 (12 Wo.)CH | UK9 Platin · (23 Wo.)UK | US3 ×7Siebenfachplatin · (46 Wo.)US | Erstveröffentlichung: 8. Februar 2019 Verkäufe: + 9.035.000; mit Khalid                              |
| 2020 | Know Your Worth Energy      | — | AT69 (1 Wo.)AT | CH51 (4 Wo.)CH | UK27 Platin · (20 Wo.)UK | US57 (8 Wo.)US | Erstveröffentlichung: 4. Februar 2020 Verkäufe: + 965.000; mit Khalid                                |
| 2020 | My High Energy              | — | — | — | UK86 (1 Wo.)UK | — | Erstveröffentlichung: 3. Juli 2020 mit slowthai & Aminé                                              |
| 2020 | (Douha) Mali Mali Energy    | — | — | — | UK83 (2 Wo.)UK | — | Erstveröffentlichung: 31. Juli 2020 mit Fatoumata Diawara                                            |
| 2020 | Birthday Energy             | — | — | — | UK81 (1 Wo.)UK | — | Erstveröffentlichung: 26. August 2020 mit Kehlani & Syd                                              |
| 2022 | Waterfall –                 | — | — | — | UK67 Silber · (10 Wo.)UK | — | Erstveröffentlichung: 25. März 2022 mit Raye                                                         |
| 2024 | She’s Gone Dance On –       | — | — | — | UK52 Silber · (12 Wo.)UK | — | Erstveröffentlichung: 31. Mai 2024                                                                   |
| Folgende Lieder erschienen nicht als Single, wurden aber durch das Album zum Download und Streaming bereitgestellt und konnten somit eine Platzierung erlangen: |                             | | | | | | |
| |                             | | | | | | |
| 2015 | Bang That Caracal           | — | — | — | UK50 (2 Wo.)UK | — | Erstveröffentlichung: 3. Mai 2015                                                                    |
| 2015 | Willing & Able Caracal      | — | — | — | UK70 (1 Wo.)UK | — | Erstveröffentlichung: 14. August 2015 feat. Kwabs                                                    |
| 2015 | Hourglass Caracal           | — | — | — | UK80 (1 Wo.)UK | — | Erstveröffentlichung: 11. September 2015 feat. Lion Babe                                             |

Weitere Singles
- 2010: Offline Dexterity / Street Light Chronicle
- 2012: Tenderly / Flow
- 2012: Boiling (feat. Sinéad Harnett)
- 2013: Voices (feat. Sasha Keable)
- 2013: Together (mit Sam Smith, Nile Rodgers & Jimmy Napes)
- 2014: The Mechanism (mit Friend Within)
- 2016: Nocturnal (feat. The Weeknd)
- 2018: Ultimatum (feat. Fatoumata Diawara)
- 2018: Moonlight
- 2018: Where Angels Fear to Tread
- 2018: Love Can Be So Hard
- 2018: Funky Sensation (feat. Gwen McCrae)
- 2018: Where You Come From

## Auszeichnungen für Musikverkäufe
| Silberne Schallplatte - Vereinigtes Königreich - 2021: für das Lied When a Fire Starts to Burn - 2024: für das Lied Tondo Goldene Schallplatte - Australien - 2025: für die Single She’s Gone Dance On - Brasilien - 2024: für die Single You & Me - Dänemark - 2015: für die Single Omen - 2020: für die Single Know Your Worth - Frankreich - 2020: für die Single Talk - 2024: für die Single Know Your Worth - 2025: für die Single You & Me - Italien - 2016: für die Single Omen - Mexiko - 2016: für das Album Caracal - Neuseeland - 2020: für die Single Know Your Worth - Norwegen - 2019: für die Single Talk - Peru - 2016: für das Album Caracal - Polen - 2016: für die Single Omen - 2021: für die Single Know Your Worth - 2023: für die Single Talk - Portugal - 2020: für die Single Know Your Worth | Platin-Schallplatte - Australien - 2020: für die Single Know Your Worth - 2022: für das Album Settle - 2022: für das Lied When a Fire Starts to Burn - Brasilien - 2021: für die Single Know Your Worth - 2024: für die Single Omen - 2024: für die Single Magnets - Dänemark - 2014: für das Streaming Latch - 2022: für das Album Settle - 2025: für die Single You & Me - Italien - 2019: für die Single You & Me - Kanada - 2020: für die Single Know Your Worth - Kolumbien - 2016: für das Album Caracal - 2016: für das Album Settle - Neuseeland - 2020: für das Album Caracal - 2020: für das Album Settle - Spanien - 2024: für die Single You & Me - 2024: für die Single Latch | 2× Platin-Schallplatte - Brasilien - 2024: für die Single Latch - Dänemark - 2022: für die Single Latch - Italien - 2018: für die Single Latch - Mexiko - 2022: für die Single Talk - Neuseeland - 2016: für die Single Magnets - 2023: für die Single Omen - Schweden - 2014: für die Single Latch 3× Platin-Schallplatte - Australien - 2022: für die Single You & Me - 2022: für die Single Magnets - Griechenland - 2025: für die Single You & Me - Portugal - 2025: für die Single You & Me 4× Platin-Schallplatte - Australien - 2019: für die Single Talk - Neuseeland - 2024: für die Single You & Me 5× Platin-Schallplatte - Neuseeland - 2025: für die Single Talk 6× Platin-Schallplatte - Australien - 2022: für die Single Latch - Kanada - 2024: für die Single Talk - Neuseeland - 2024: für die Single Latch 7× Platin-Schallplatte - Kanada - 2023: für die Single Latch Diamantene Schallplatte - Brasilien - 2021: für die Single Talk |

Anmerkung: Auszeichnungen in Ländern aus den Charttabellen bzw. Chartboxen sind in ebendiesen zu finden.
| Land/RegionAuszeichnungen für Musikverkäufe (Land/Region, Auszeichnungen, Verkäufe, Quellen) | Silber     | Gold       | Platin         | Diamant  | Verkäufe   | Quellen              |
| -------------------------------------------------------------------------------------------- | ---------- | ---------- | -------------- | -------- | ---------- | -------------------- |
| Australien (ARIA)                                                                            | —          | Gold1      | 19× Platin19   | —        | 1.365.000  | aria.com.au          |
| Brasilien (PMB)                                                                              | —          | Gold1      | 5× Platin5     | Diamant1 | 470.000    | pro-musicabr.org.br  |
| Dänemark (IFPI)                                                                              | —          | 2× Gold2   | 5× Platin5     | —        | 365.000    | ifpi.dk              |
| Deutschland (BVMI)                                                                           | —          | Gold1      | 2× Platin2     | —        | 750.000    | musikindustrie.de    |
| Frankreich (SNEP)                                                                            | —          | 3× Gold3   | —              | —        | 326.000    | snepmusique.com      |
| Griechenland (IFPI)                                                                          | —          | —          | 3× Platin3     | —        | 60.000     | Einzelnachweise      |
| Italien (FIMI)                                                                               | —          | Gold1      | 3× Platin3     | —        | 175.000    | fimi.it              |
| Kanada (MC)                                                                                  | —          | —          | 14× Platin14   | —        | 1.120.000  | musiccanada.com      |
| Kolumbien (ASINCOL)                                                                          | —          | —          | 2× Platin2     | —        | 20.000     | Einzelnachweise      |
| Mexiko (AMPROFON)                                                                            | —          | Gold1      | 2× Platin2     | —        | 150.000    | amprofon.com.mx      |
| Neuseeland (RMNZ)                                                                            | —          | Gold1      | 21× Platin21   | —        | 585.000    | radioscope.co.nz NZ2 |
| Norwegen (IFPI)                                                                              | —          | Gold1      | —              | —        | 30.000     | ifpi.no              |
| Österreich (IFPI)                                                                            | —          | Gold1      | —              | —        | 15.000     | ifpi.at              |
| Peru (UNIMPRO)                                                                               | —          | Gold1      | —              | —        | 3.000      | Einzelnachweise      |
| Polen (ZPAV)                                                                                 | —          | 3× Gold3   | —              | —        | 45.000     | olis.pl              |
| Portugal (AFP)                                                                               | —          | Gold1      | 3× Platin3     | —        | 35.000     | Einzelnachweise      |
| Schweden (IFPI)                                                                              | —          | —          | 2× Platin2     | —        | 80.000     | sverigetopplistan.se |
| Schweiz (IFPI)                                                                               | —          | —          | 2× Platin2     | —        | 30.000     | hitparade.ch         |
| Spanien (Promusicae)                                                                         | —          | —          | 2× Platin2     | —        | 120.000    | elportaldemusica.es  |
| Vereinigte Staaten (RIAA)                                                                    | —          | Gold1      | 10× Platin10   | —        | 10.500.000 | riaa.com             |
| Vereinigtes Königreich (BPI)                                                                 | 7× Silber7 | 3× Gold3   | 12× Platin12   | —        | 8.760.000  | bpi.co.uk            |
| Insgesamt                                                                                    | 7× Silber7 | 22× Gold22 | 107× Platin107 | Diamant1 |            |                      |